# Mistrzostwa świata juniorów w badmintonie
Mistrzostwa świata juniorów w badmintonie – zawody w badmintonie organizowana co dwa lata (od 2006 roku co roku) pod egidą Międzynarodowej Federacji Badmintona (BWF). W zawodach startują zawodnicy w wieku juniorskim (do lat 19). Mistrzostwa odbywają się od 1992 roku.

## Edycje
| Edycja | Rok  | Miejsce      | Państwo           |
| ------ | ---- | ------------ | ----------------- |
| 1.     | 1992 | Dżakarta     | Indonezja         |
| 2.     | 1994 | Kuala Lumpur | Malezja           |
| 3.     | 1996 | Silkeborg    | Dania             |
| 4.     | 1998 | Melbourne    | Australia         |
| 5.     | 2000 | Kanton       | Chiny             |
| 6.     | 2002 | Pretoria     | Południowa Afryka |
| 7.     | 2004 | Richmond     | Kanada            |
| 8.     | 2006 | Inczon       | Korea Południowa  |
| 9.     | 2007 | Waitakere    | Nowa Zelandia     |
| 10.    | 2008 | Pune         | Indie             |

| Edycja | Rok  | Miejsce     | Państwo         |
| ------ | ---- | ----------- | --------------- |
| 11.    | 2009 | Alor Setar  | Malezja         |
| 12.    | 2010 | Guadalajara | Meksyk          |
| 13.    | 2011 | Tajpej      | Chińskie Tajpej |
| 14.    | 2012 | Chiba       | Japonia         |
| 15.    | 2013 | Bangkok     | Tajlandia       |
| 16.    | 2014 | Alor Setar  | Malezja         |
| 17.    | 2015 | Lima        | Peru            |
| 18.    | 2016 | Bilbao      | Hiszpania       |
| 19.    | 2017 | Yogyakarta  | Indonezja       |
| 20.    | 2018 | Markham     | Kanada          |

## Zwycięzcy
| Rok  | Miejsce      | Gra pojedyncza mężczyzn | Gra pojedyncza kobiet | Gra podwójna mężczyzn                     | Gra podwójna kobiet          | Gra mieszana                                 | Drużynowo        |
| ---- | ------------ | ----------------------- | --------------------- | ----------------------------------------- | ---------------------------- | -------------------------------------------- | ---------------- |
| 1992 | Dżakarta     | Sun Jun                 | Kristin Junita        | Santoso Kusno                             | Gu Jun Han Jingna            | Jim Laugesen Rikke Olsen                     | Nie rozegrano    |
| 1994 | Kuala Lumpur | Chen Gang               | Wang Chen             | Peter Gade Peder Nissen                   | Yao Jie Liu Lu               | Zhang Wei Qian Hong                          | Nie rozegrano    |
| 1996 | Silkeborg    | Zhu Feng                | Yu Hua                | Gan Wye Teck Chan Chong Ming              | Gao Ling Yang Wei            | Wang Wei Lu Ying                             | Nie rozegrano    |
| 1998 | Melbourne    | Zhang Yang              | Gong Ruina            | Chan Chong Ming Teo Kok Seng              | Zhang Jiewen Xie Xingfang    | Chan Chong Ming Joanne Quay                  | Nie rozegrano    |
| 2000 | Kanton       | Bao Chunlai             | Wei Yan               | Sang Yang Zheng Bo                        | Zhang Yawen Wei Yili         | Sang Yang Zhang Yawen                        | Chiny            |
| 2002 | Pretoria     | Chen Jin                | Jiang Yanjiao         | Han Sang-hoon Park Sung-hwan              | Du Jing Rong Lu              | Guo Zhendong Yu Yang                         | Chiny            |
| 2004 | Richmond     | Chen Jin                | Cheng Shao-chieh      | Hoon Thien How Tan Boon Heong             | Tian Qing Yu Yang            | He Hanbin Yu Yang                            | Chiny            |
| 2006 | Inczon       | Hong Ji-hoon            | Wang Yihan            | Lee Yong-dae Cho Gun-woo                  | Ma Jin Wang Xiaoli           | Lee Yong-dae Yoo Hyun-young                  | Korea Południowa |
| 2007 | Waitakere    | Chen Long               | Wang Lin              | Chung Eui-seok Shin Baek-cheol            | Xie Jing Zhong Qianxin       | Lim Khim Wah Ng Hui Lin                      | Chiny            |
| 2008 | Pune         | Wang Zhengming          | Saina Nehwal          | Mak Hee Chun Teo Kok Siang                | Fu Mingtian Yao Lei          | Chai Biao Xie Jing                           | Chiny            |
| 2009 | Alor Setar   | Tian Houwei             | Ratchanok Inthanon    | Chooi Kah Ming Ow Yao Han                 | Tang Jinhua Xia Huan         | Maneepong Jongjit Rodjana Chuthabunditkul    | Chiny            |
| 2010 | Guadalajara  | Viktor Axelsen          | Ratchanok Inthanon    | Ow Yao Han Yew Hong Kheng                 | Bao Yixin Ou Dongni          | Liu Cheng Bao Yixin                          | Chiny            |
| 2011 | Tajpej       | Zulfadli Zulkiffli      | Ratchanok Inthanon    | Nelson Heg Teo Ee Yi                      | Lee So-hee Shin Seung-chan   | Alfian Eko Prasetya Gloria Emanuelle Widjaja | Malezja          |
| 2012 | Chiba        | Kento Momota            | Nozomi Okuhara        | Lee Chun Hei Ng Ka Long                   | Lee So-hee Shin Seung-chan   | Edi Subaktiar Melati Daeva Oktavianti        | Chiny            |
| 2013 | Bangkok      | Heo Kwang-hee           | Akane Yamaguchi       | Li Junhui Liu Yuchen                      | Chae Yoo-jung Kim Ji-won     | Huang Kaixiang Chen Qingchen                 | Korea Południowa |
| 2014 | Alor Setar   | Lin Guipu               | Akane Yamaguchi       | Kittinupong Kedren Dechapol Puavaranukroh | Chen Qingchen Jia Yifan      | Huang Kaixiang Chen Qingchen                 | Chiny            |
| 2015 | Lima         | Lu Chia-hung            | Goh Jin Wei           | He Jiting Zheng Siwei                     | Chen Qingchen Jia Yifan      | Zheng Siwei Chen Qingchen                    | Chiny            |
| 2016 | Bilbao       | Sun Feixiang            | Chen Yufei            | Han Chengkai Zhou Haodong                 | Sayaka Hobara Nami Matsuyama | He Jiting Du Yue                             | Chiny            |
| 2018 | Markham      | Kunlavut Vitidsarn      | Goh Jin Wei           | Di Zijian Wang Chang                      | Liu Xuanxuan Xia Yuting      | Leo Rolly Carnando Indah Cahya Sari Jamil    | Chiny            |